# Nello Bartolini
Nello Bartolini (ur. 13 czerwca 1904 we Florencji, zm. 19 marca 1956 tamże) – włoski lekkoatleta, długodystansowiec, dwukrotny olimpijczyk.

## Życiorys
Odpadł w eliminacjach biegu na 3000 metrów z przeszkodami na igrzyskach olimpijskich w 1928 w Amsterdamie. Na kolejnych igrzyskach olimpijskich w 1932 w Los Angeles awansował do finału tej konkurencji, w którym zajął 10. miejsce.
Zajął 7. miejsce w biegu na 5000 metrów na mistrzostwach Europy w 1934 w Turynie.
Był mistrzem Włoch w biegu na 5000 metrów w 1930, w biegu na 3000 metrów z przeszkodami w 1926, 1927, 1931, 1932 i 1934, w sztafecie 4 × 800 metrów w 1930, w sztafecie 4 × 1500 metrów w 1930 i 1931, w sztafecie 3 × 3000 metrów w 1930 i 1931, w sztafecie 3 × 5000 metrów w 1934 oraz w biegu przełajowym w 1931 i 1932.
Rekordy życiowe: 
- bieg na 5000 metrów – 15,19,8 (1932)
- bieg na 3000 metrów z przeszkodami – 9:23,2 (1932)